# Scaptodrosophila mbettie
Scaptodrosophila mbettie är en tvåvingeart som först beskrevs av Burla 1954.  Scaptodrosophila mbettie ingår i släktet Scaptodrosophila och familjen daggflugor. Inga underarter finns listade i Catalogue of Life.